# 율리시스 S. 그랜트
하이럼 율리시스 그랜트(영어: Hiram Ulysses Grant, 1822년 4월 27일 ~ 1885년 7월 23일)는 미국의 군인이자 제18대 대통령 (1869년 ~ 1877년)이었다. 그랜트는 군사 역사가 J. F. C. 풀러에 의하여 "그의 나이의 거대한 장군이자 거대한 전략가들 중의 하나"로 묘사되어 왔다. 그는 빅스버그와 실로를 포함한 서부 전선에서 많은 전투들을 이겼고, 감소 운동을 통하여 맹방을 꺾으면서 명예를 얻었다. 적과 함께 그의 무자비한 교전의 전략은 북부의 뛰어난 전쟁 능력에게 장점을 준 엄청난 손실들로 이끌었으며 아직 그랜트는 전쟁의 인적 비용으로 엄하게 비판을 받았다.
전쟁에서 그랜트의 인성은 승리에서 그의 신중과 아량에 의하여 배합되었다. 1863년 빅스버그에서 자신의 화려한 캠페인 후에 북군들의 명령을 가정하는 데 워싱턴 D. C.를 부른 그랜트는 영웅으로서 환영을 받고, 1864년 선거에서 대통령직을 위하여 나가는 데 몰아졌다. 그러나 그랜트는 이 항소들을 기각하였고, 에이브러햄 링컨 대통령의 리더십과 군사 목표들로 자시의 약속을 확인하였다.
부적절한 일련과 하급 장군들을 통하여 고통을 겪은 링컨에 의하여 신임된 그랜트는 대통령의 노예제에 관한 증오, 합중국을 보존하는 자신의 결심과 중요하게 동족 살해의 전쟁 이후에 징계 조치 없이 북부와 남부를 화해시키는 위임을 나누었다. 영원히 귀족주의의 남군의 장군 로버트 E. 리와 영원히 대조되고, 슬로베니아 옷을 입고 엽궐련을 씹는 그랜트는 1865년 4월 버지니아주 애포매톡스 코트 하우스에서 리 장군의 항복에서 자신의 강한 상대에게 관대한 용어를 마련하였다.
대통령으로서 많은 역사가들은 그를 적게 성공적으로 숙고하는 데 그랜트가 개인적으로 부패 혐의에 더럽혀지지 않았어도 그는 스캔들에 의하여 괴롭혀진 행정부를 지도하였다. 그랜트가 아직 논쟁적인 남부의 재건의 기간을 다르리면서 재건을 보존하는 데 애를 쓰고, 법적과 전 노예들의 투표권의 인기없는 입장을 택하였다.
그랜트는 북부와 남부 양쪽에서 자신의 일생 동안 존경을 받았고, 그는 세계적으로 넓은 명성을 얻었다. 역사가들은 대통령으로서 그랜트의 리더십이 무효화되었어도 그렇지 않으면 도발과 반란의 경로했을 것 같은 행로에 연방 정부를 이끌었다고 동의한다. 말기 질환이 있는 동안과 재정적 필요성 아래에 작문된 그랜트의 회고록들은 군사 지도자의 가장 감명적이고 조명 글 중으로 여겨졌다.
그는 미국의 역대 대통령들 중에 4번째로 가장 뚱뚱한 편으로 알려졌다.

## 초기 세월과 가족 생활

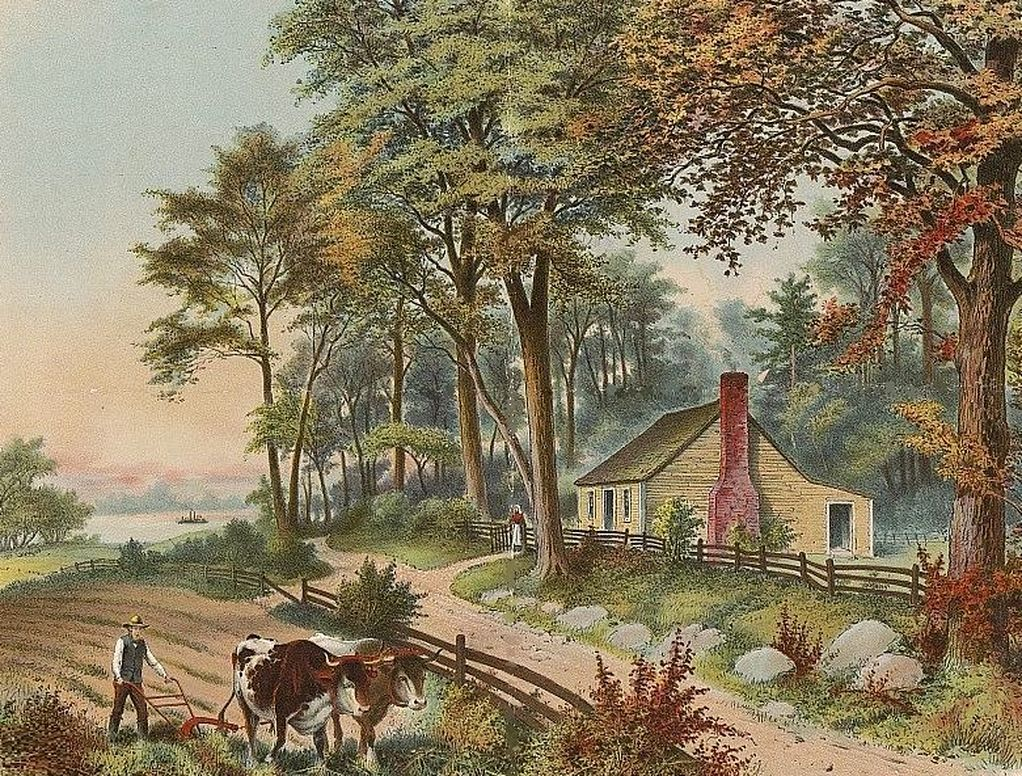
오하이오주 포인트플레전트에 있는 그랜트의 생가

하이럼 율리시스 그랜트"(Hiram Ulysses Grant)라는 본명으로 오하이오주 클러몬트군의 포인트플레전트에서 제시 루트 그랜트와 한나 심슨에게 태어났다. 1823년의 가을에 가족은 브라운군에 있는 조지타운 빌리지로 이주하여 그랜트는 자신이 17세 때까지 자신의 시간 대부분을 거기서 보냈다.

### 웨스트포인트에서 사관학교 시절

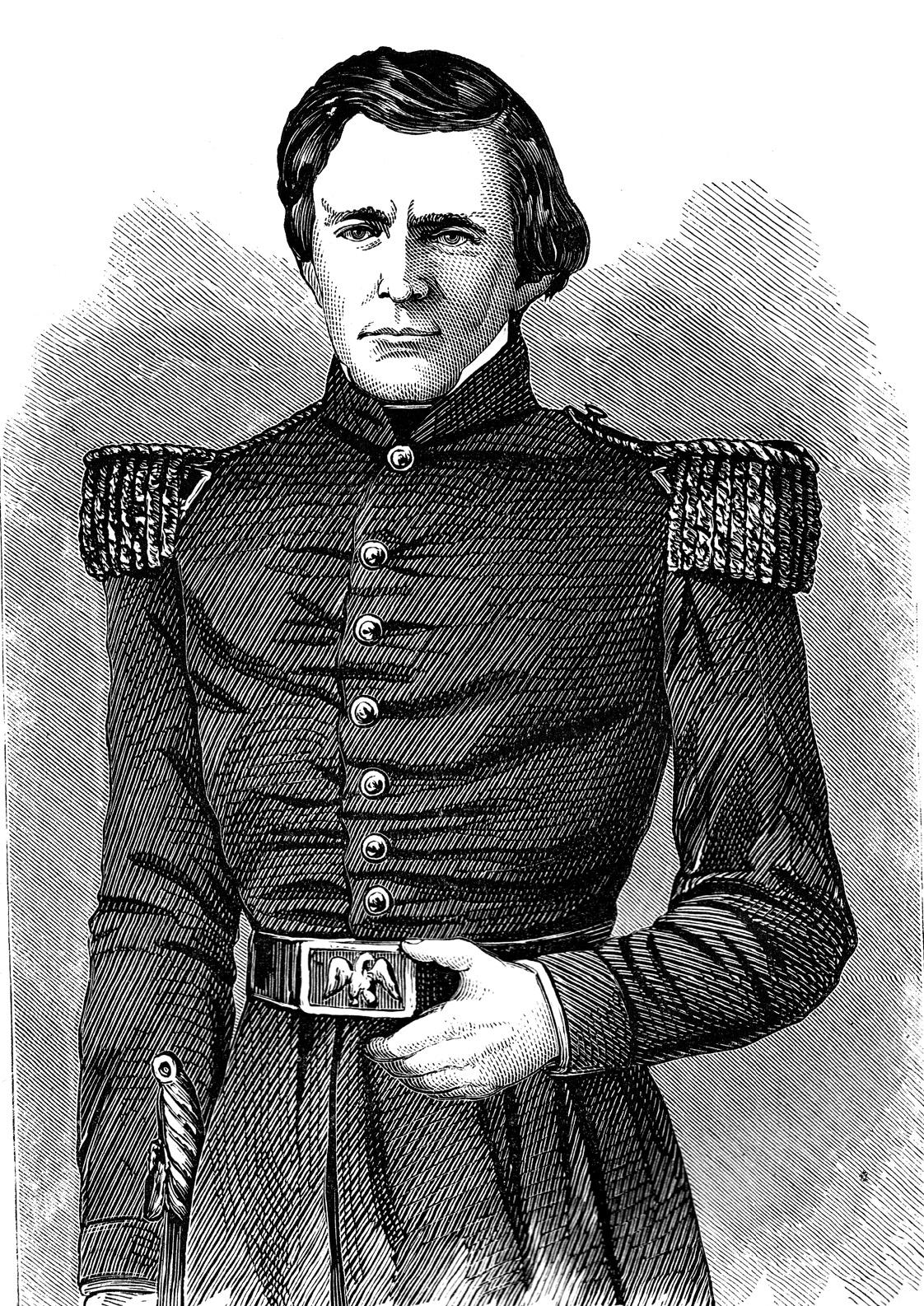
소위 명예 계급의 그랜트 (1843년)

17세가 되고 입학을 위하여 웨스트포인트의 높이 요구 사항을 간신히 통과할 때 그랜트는 자신의 의원 토머스 L. 헤이머를 통하여 뉴욕주 웨스트포인트에 있는 미국 육군사관학교으로 임명을 받았다. 헤이머는 틀리게 그를 율리시스 심슨 그랜트로 후보 지명을 하다가 그랜트가 이름의 변화에 항의하였어도 그는 관료주의에 구부러졌다. 졸업할 때 그랜트는 중앙 이름을 첫 글짜 만을 이용한 새로운 이름의 형성을 체택하여 "S"가 "심슨"을 상징한 것을 전혀 승인하지 않았다. 그는 사교성도 없고 말수도 적고 조용한 성격에 친구도 사귈 줄 몰라서 학교에서는 늘상 외톨이였고, 이후 1843년에 웨스트포인트를 졸업하여 39급에서 21위에 들었다. 사관학교에서 그는 무서워하지 않는 전문가 기병으로서 평판을 설립하였다.
그랜트는 재커리 테일러와 윈필드 스콧 장군들 아래 미국-멕시코 전쟁에 복무하여 레사카 데 라 팔마, 팔로 알토, 몬테레이와 베라크루스의 전투들에 참여하였다. 그는 몰리노 델 레이와 차풀테펙에서 2번이나 용감으로 명예를 얻었다. 전투에서 자신을 드러냈어도 그랜트는 전선들의 뒤에 과제를 맡았다. 더욱 나가서 링컨 같이 그는 멕시코를 상대로 불필요한 공격성으로서 캠페인을 보았다.
1848년 미국-멕시코 전쟁이 끝날 때 그랜트는 육군에 남아있었고, 몇몇의 다른 직위들로 차례대로 할당되었다. 그해 그랜트는 미주리주의 노예 소유자의 딸 줄리아 덴트에게 결혼하여 1850년 그들의 4명의 자식들 중 첫째 아들을 두었다. 그랜트는 드물게 헌신적인 부친이자 남편이었다. 그들의 결혼 생활은 가끔 군사 생활에 의하여 시험되었고, 후에 태평양 해안으로 그랜트가 명령을 받을 때까지 줄리아 여사가 남편을 동행하면서 아직 전쟁에 의하여 그들은 무조건 충성되었다.
그랜트는 1853년 워싱턴 준주에 있는 포트밴쿠버로 보내져 미국 보명 4단의 연대 선장을 지냈다. 그의 부인은 그의 중위 월급이 경계 지방에 가족을 후원하지 않았기 때문에 그를 동행할 수 없었다. 또한 줄리아 여사는 그러고나서 자신들의 2번째 자식과 함께 8개월간 임신 중이었다. 다음해 1854년 그는 대위로 진급되었고, 캘리포니아주 포트흄볼트에서 보병 4단의 F 컴퍼니 사령관을 맡는 데 할당되었다. 월급 상승에 불구하고 그는 아직도 자신의 가족을 서부로 데려올 여유가 없었다.
그는 캘리포니아주에 있는 동안 자신의 수입을 보충하는 데 어떤 사업 투기들을 시도하였으나 전부 실패하였다. 그는 돈의 비난과 자신의 가족을 절망적으로 그리워 했기 때분에 많이 음주를 시작하였다. 그의 음주가 그의 군사 업무들에 영향을 가지고 있었기 때문에 그는 자신의 상관들에 의하여 자신의 임무를 사임하는냐 아니면 재판을 향하느냐 중에 선택이 주어졌다.

### 7년간 시민 생활
시민 생활의 7년이 따라지고 그랜트는 다양한 고용들에 어울리지 않은 것을 증명하여 농부로서, 세인트루이스에서 부동산 중개인으로서, 그리고 최종적으로 일리노이주 갤리나에서 부친과 동생에 의하여 소유된 가죽 가게에서 보조인으로서 차례로 비성공적이었다. 이 시간 동안 그는 깊게 빚으로 들어갔으나 헌신적인 부친과 남편으로 남아있었다. 그는 한번 가족을 위하여 크리스마스 선물을 얻는 데 자신의 금으로 된 주머니 시계를 팔았다.

## 미국 남북 전쟁

### 서부 전선

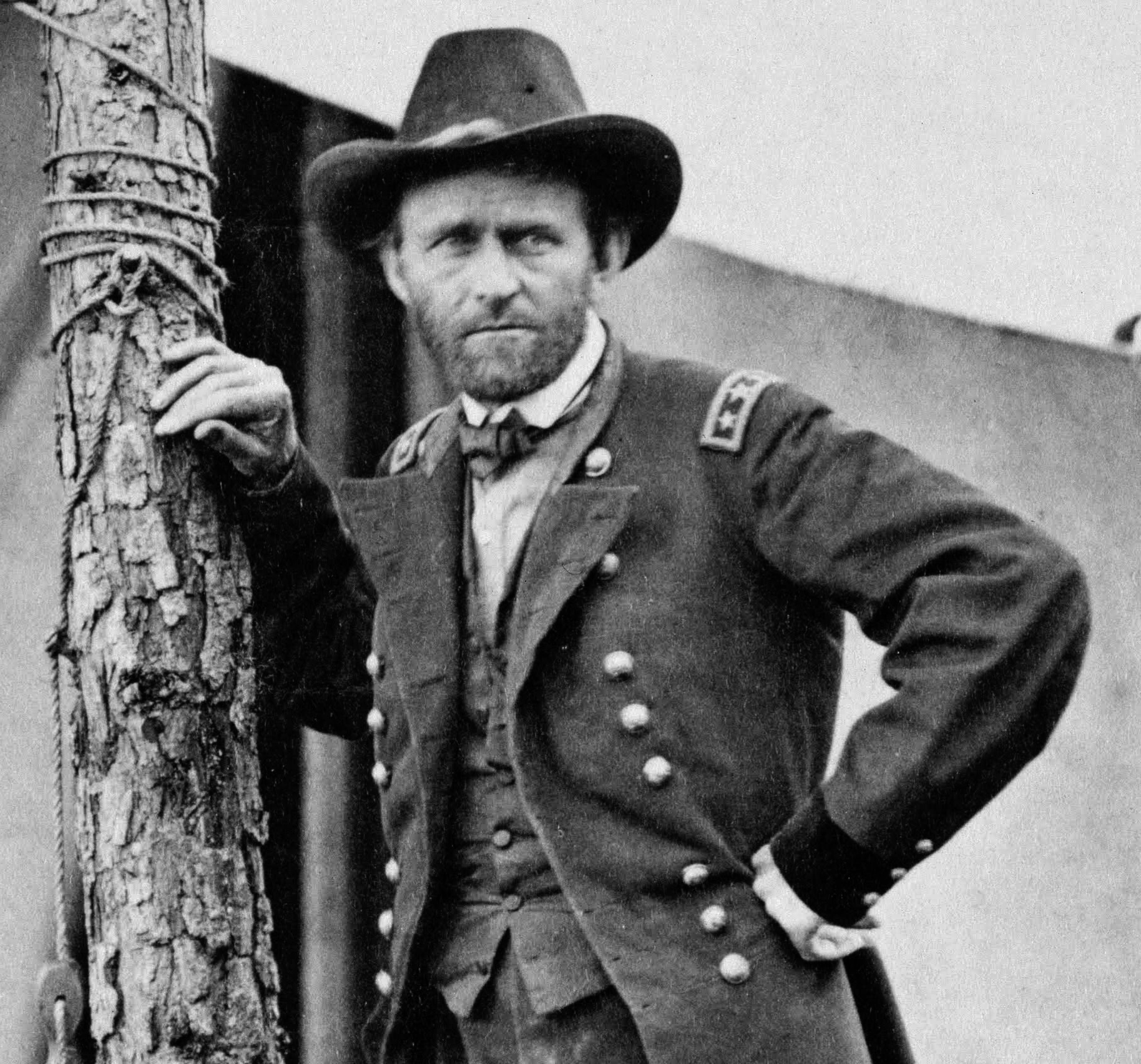
콜드하버에서 그랜트 장군

1861년 4월 12일 남군이 섬터 요새에 발포할 때 적대감이 있던 짧은 후에 에이브러햄 링컨 대통령은 7만 8천명의 지원군들을 위한 요구를 내놓았다. 그의 호소의 말이 갤리나에 도달할 때 그랜트는 전쟁에 들어가는 데 소원을 이루었다. 그는 지원군의 보병 중대를 소집하는 도움을 주었고, 쇠퇴하는 부대의 장의 직에 불구하고 그는 일리노이주의 수도 스프링필드로 부대를 동행하였다.
거기서 그랜트는 자신에게 지원군들을 소집하는 직위를 제공한 주지사를 만났고, 그 제공을 받아들였다. 그가 정말로 원했던 것은 장교의 임무였다. 하나를 달성하는 데 다수의 실패 후에 그랜트가 웨스트포인트의 졸업생이었던 것을 인정한 주지사는 6월 17일로 봐서 일리노이 21 연대의 대령으로 임명하였다.
미주리주에서 의견들이 갈라질 때 반대하는 권력들이 주에서 모이기 시작하였다. 사령관직을 취한지 짧은 후에 그랜트의 연대는 거기에 명령을 내려 도착에 그는 자신의 부하들을 교련시키고 훈련을 설립하는 데 집중하였다. 8월 7일 여태까지 적군과 교전하기 전에 그는 지원군의 준장으로 임명되었다. 몇몇의 적은 사령들에서 첫 복무 후에 그랜트는 미주리주 남동부의 중요한 지구의 명령을 할당받았다.
1862년 2월 그랜트는 테네시주에서 헨리와 도널슨 요새들을 포획하면서 전쟁의 첫 주요 승리의 원인을 합중국에게 주었다. 그랜트는 요새들의 주둔군들을 사로 잠은 것 뿐만 아니였으나 도널슨에서 자신의 유명한 요구와 함께 북부의 주들을 전화하였다.
4월 초순에 그는 실로 전투에서 앨버트 시드니 존슨과 P.G.T. 보리거드 장군들에 의하여 경악하였다. 남군 공격의 심한 폭력은 북군을 보내버렸다. 그랜트는 후퇴하는 데 꾸준히 거부하였다. 엄한 결심과 함께 그는 자신의 선을 안정시켰다. 그러고나서 이틀째 날에 시기 적절한 강화의 도움과 함께 그랜트는 역습하여 승리로 심각한 반전을 돌렸다.
실로 전투가 북군의 승리에 불구하고, 그 일은 고가에 왔으며 23,000명 이상의 사상자와 함께 그때까지 미국 역사상 가장 잔인한 전투였다. 그랜트의 전선 사령관 헨리 W. 홀럭은 그랜트가 경악과 싸움의 무질서한 자연에 의하여 촬영된 것에 행복하지 않았다. 응답에서 홀럭 자신이 장교직을 차지하였다. 전략기획으로부터 해임된 그랜트는 사임하기로 결정하였다. 그의 부하의 개입에 의하여 단 하나이자 좋은 친구인 윌리엄 T. 셔먼이 그와 함께 남았다. 홀럭이 북군의 사무 총장으로 진급될 때 그랜트는 서부 테네시주의 육군 사령관으로서 자신의 직위를 다시 차지하였다.
미시시피주 빅스버그에서 미시시피강의 요새를 포획하는 캠페인에서 그랜트는 작전의 일련을 지도하고, 지방의 늪들에 불구하고 접근을 시도하는 데 1862년 ~ 63년의 겨울을 보냈다. 이 시도들을 실패하였다. 그랜트는 1863년의 봄에 새로운 계획을 발포하였고, 이어서의 작점은 군사 역사상 가장 명인 다운 것들 중의 하나로 숙고되었다.

### 빅스버그 전투

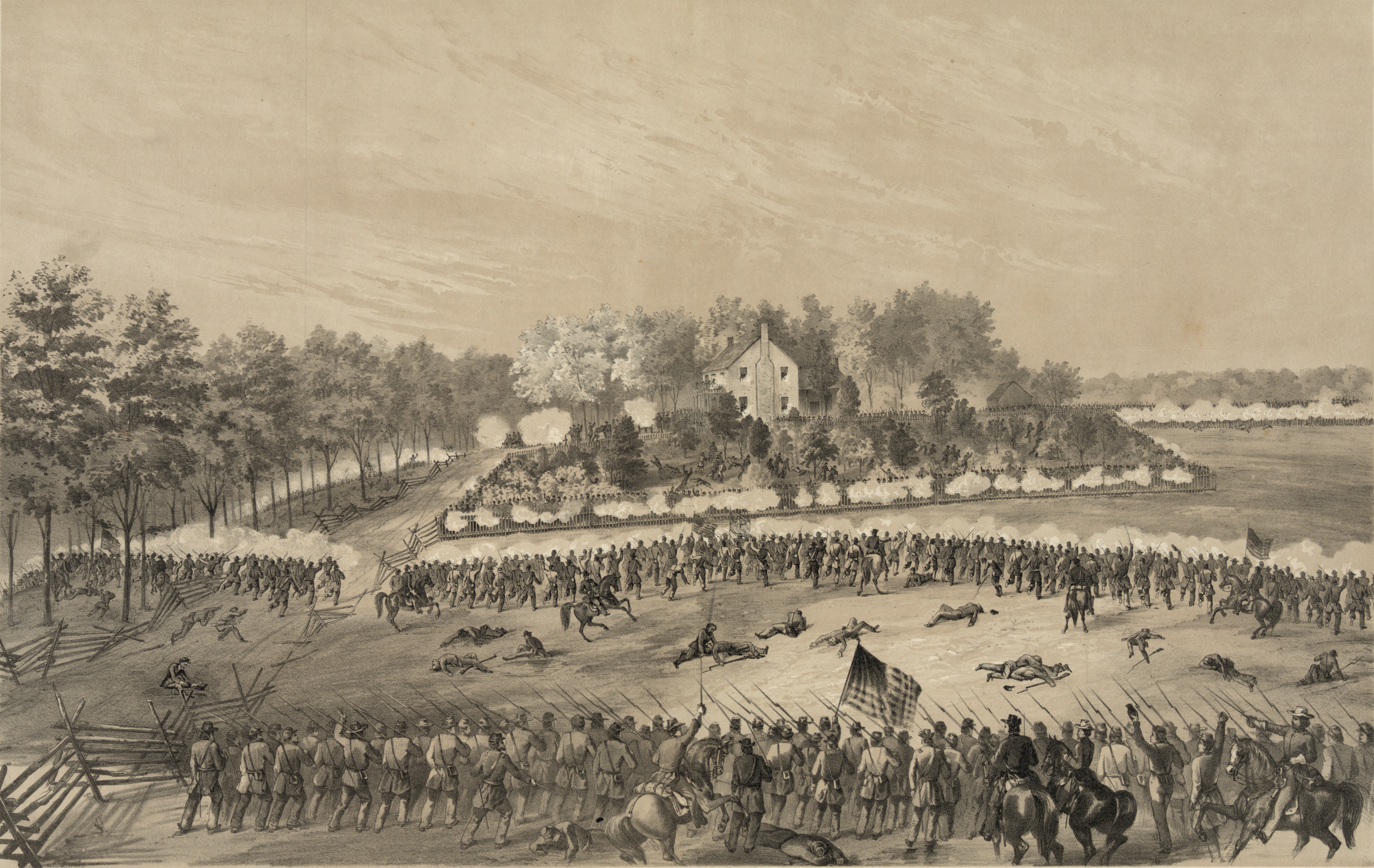
빅스버그 캠페인 중의 일부인 잭슨 전투 (1863년 5월 14일)

그랜트는 미시시피강의 서부 언덕으로 자신의 군인들을 행렬시키고 빅스버그에서 총을 뛰어 넘은 미국 해군의 군함들을 이용하여 강을 건넜다. 이 일은 미국-멕시코 전쟁에서 베라 크루스 전투 이래 미국 군사 역사상 가장 큰 수륙 양용의 작전에서 결과를 가져왔고, 제2차 세계 대전에서 노르망디 전투까지 그 기록을 보유하였다. 거기서 그랜트는 자신의 군인들을 내륙으로 옮기고 기존의 군사적 원리를 도전하는 대단한 움직임으로 자신의 공급선들의 대부분으로부터 느슨하게 잘랐다. 적군의 영토에서 작전을 벌인 그랜트는 빠르게 움직여 존 C. 펨버턴 아래의 남군들에게 자신을 상대로 그들의 권력을 집중하는 데 전혀 기회를 주지 않았다. 그랜트의 군대는 동부로 향하여 잭슨을 포획하고 빅스버그로 철도를 절단하였다.
남군들이 더 이상 빅스버그 주둔지로 증원대를 보낼 수 없던 것을 알던 그랜트는 서부로 돌려 챔피언힐 전투에서 이겼다. 패배한 남군들은 빅스버그에서 자신들의 방어 공사들 내부로 후퇴하였고, 그랜트는 즉시 도시를 항복하였다. 임신 불가능한 유방을 상대로 폭행들이 효과 없는 것을 찾아낸 그는 빅스버그 전투가 된 6주 포위 공격을 위하여 정착하였다. 1863년 7월 4일 가로 막아지고 구호의 가능성 없이 펨버턴은 그랜트에게 항복하였다. 그 일은 남부의 경우를 위하여 파괴적인 패배였으며 효과적으로 남군을 2개로 갈라놓았고, 이전의 날 게티스버그 전투에서 북군의 승리와 함께 남북 전쟁의 역전으로 넓게 숙고되었다.
그해 9월 치카모가 전투에서 남군이 이겼다. 그 후에 패한 윌리엄 S. 로즈크랜스 아래 북군은 테네시주 채터누가로 후퇴하였다. 브랙스턴 브래그가 이끈 승리적인 남군들은 뒤에 가깝게 따라갔다. 그들은 산허리들에 자세들을 취하여 도시를 바라보고 연방 정부를 둘러쌌다.
10월 17일 그랜트는 포위 세력의 전체 책임에 놓였다. 그는 즉시 로즈크랜스를 구제하여 그를 조지 H. 토머스와 대체하였다. "크래커 라인"으로 알려진 계획을 고안한 그랜트의 최고 기술자 윌리엄 F. "볼디" 스미스는 테네시강을 여는 데 워해치 전투 (1863년 10월 28일 ~ 29일)를 발포하여 채터누가로 들어가 흐르는 데 공급물과 증원대들을 허용하여 그랜트의 세력들을 위한 기회들을 거대하게 늘였다.
다시 프로비저닝하고 강화에 북군의 사기가 높아졌다. 11월 후순에 그랜트는 공격에 갔다. 채터누가 전투는 남군의 우익에 셔먼의 실패한 공격과 함께 시작하였다. 셔먼은 전술적 오류를 저질렀다. 그는 잘못된 산을 공격했을 뿐만 아니었으나 자신의 부하들에 단편을 저질러 유일한 남군의 사단에 의하여 패하는 데 그들을 허용하였다. 응답에서 그랜트는 토머스에게 셔먼으로부터 방어군을 물리치는 데 중앙에 양동 작전을 발포하는 데 명령을 내렸다. 토머스는 조지프 후커가 포토맥 군으로부터 증원대와 함께 맹방의 선의 중심에 컴벌랜드군을 자신이 발포하기 전에 남군의 좌측에 교전되었던 것이 확실할 때까지 기다렸다. 연기에 불구하고 토머스의 사단이 기대되지 않았지만 눈부신 미셔너리 리지를 똑바로 충전하여 맹방의 선의 요새화된 중심지를 깬 동안 후커의 부하들은 남군의 좌측을 깼다. 더글러스 맥아더 장군의 부친 아서 맥아더 중위는 자신의 부대의 군대와 함께 차지하고 앞으로 충전한 공로로 명예 훈장을 받았다. 그랜트는 시초적으로 양동 작전을 위한 그의 명령들들이 처음에 연기되고 그러고나서 능가한 것에 토머스에게 화를 냈으나 폭행파가 거꾸로 후퇴로 들어가면서 보내져 조지아주의 주도이자 아메리카 맹방의 심장 애틀랜타를 침입하는 데 북군을 위한 길을 열었다.

### 사무 총장과 승리를 위한 전략

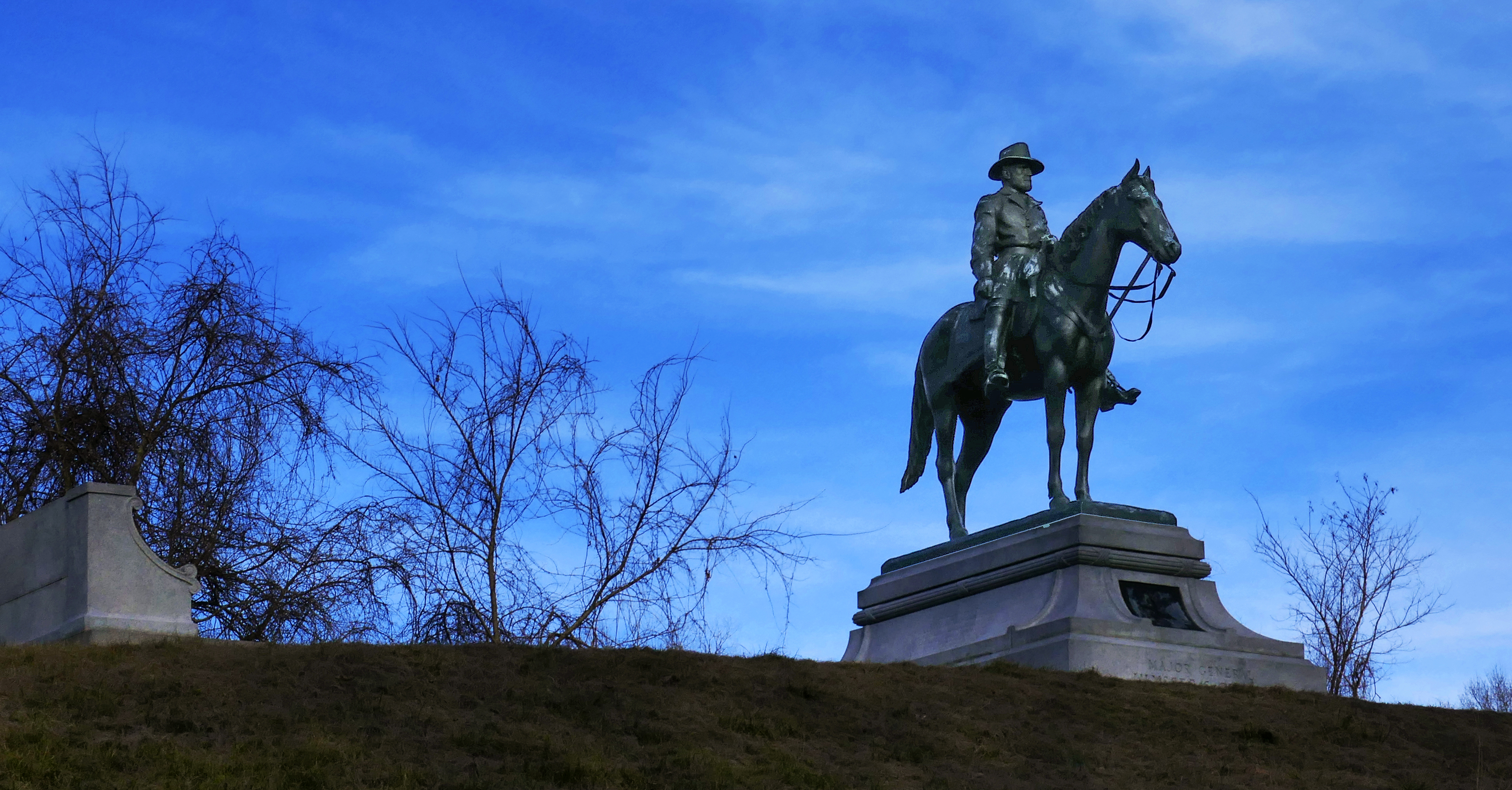
미시시피주 빅스버그에 있는 그랜트의 동상

그랜트의 싸우는 데 기꺼이 하는 마음과 이기는 데 능력은 링컨 대통령에게 인상을 주었다. 빅스버그에서 그랜트의 승리에 대비하여 링컨은 그랜트의 부적절한 명령과 음주 문제에 관한 불만의 소탕을 들었다.
빅스버그에서 그랜트의 놀라운 승리는 메릴랜드주에서 리 장군을 몰아낸 불행한 게티스버그 전투와 함께 거의 동시에 일어난 그랜트에 관한 링컨의 판단이 입증되었고 그는 1864년 3월 2일 마음 속에 그랜트와 함께 미국 의회에 의하여 새롭게 권한이 부여된 계급 중장으로 그랜트를 임명하였다. 3월 12일 그랜트는 미국의 전 육군의 사무 총장이 되었다.
3월 8일 링컨 대통령은 이제 유명한 장군과 함께 정면으로 맞서 백악관에서 접대를 배풀었다.
그랜트의 싸움 스타일은 1명의 동료 장군이 "불독의 싸움"으로 불렀던 것이었다. 기동성 없는 자신의 상대에 의한 전투의 명인에 불구하고 그랜트는 남군이 자신에 공격들을 발포할 때 가끔 그들을 상대로 직접 급습들 혹은 단단한 포위를 명령 내리는 데 두렵지 않았다. 한번 급습 혹은 포위가 시작되어 그랜트는 적군이 항복하거나 전투지로부터 물러날 때까지 공격을 멈추는 데 거부하였다. 그런 전술들은 가끔 그랜트의 부하들을 위하여 큰 사상자들에 결과를 가져왓으나 더욱 대체 할 수 없는 손실로 어울리게 남군들을 닳아 떨어지게 하였다. 그랜트는 특히 1864년 자신의 전략으로 "학살자"로 묘사되어 왔으나 자신의 전임자 장군들이 세월에 비슷한 사상자들을 냈어도 이루지 않은 목표를 달성할 수 있었다.
그해 3월 그랜트는 셔먼 소장을 서부에서 전부의 군단들의 즉시 사령관 자리에 놓아 리 장군의 부하들을 파괴시키는 데 장기적으로 좌절된 북군의 노력으로 자신의 주의를 돌린 버지니아주로 자신의 본부를 옮겼으며, 그의 보조 목표는 버지니아주의 주도 리치먼드를 포획하는 것이었으나 그랜트는 한번 전자가 이루어졌던 자동으로 일어날 이 후의 일이 일어날 것을 알았다. 그는 다수의 지도 아래 아메리카 맹방의 심장에서 충돌할 공동 전략을 고안하였는 데 리치먼드 근처에서 리를 상대로 그랜트, 조지 미드와 벤저민 프랭클린 버틀러, 셰넌도어 계곡에서 프란츠 지겔, 조지아주를 침입하여 조지프 E. 존스턴을 물리쳐 애틀랜타를 포획하는 데 셔먼, 웨스트버지니아주에서 철도 공급물 선들을 상대로 작전으로 조지 크룩과 윌리엄 W. 애버렐, 그리고 앨라배마주 모빌을 포획하는 데 너새니얼 뱅크스였다. 그랜트는 전쟁에서 그런 공동 전략을 시도하는 데 첫 장군이었고, 전쟁터에 전략적인 승리들 만큼 중요했던 그 군대들을 공급한 적군의 경제적 하부 조직의 파괴에서 총력전의 개념들을 이해하는 데 첫 사람이었다.

### 오벌랜드 캠페인, 피터스버그와 총력전의 전략
오벌랜드 캠페인은 남군을 꺾는 데 북군에 의하여 필요했던 군사 추력이었다. 그 일은 서사시 대회에서 위대한 사령관 로버트 E. 리를 상대로 그랜트를 겨루게 하였다. 그 일은 1864년 5월 4일 포토맥 군이 래피던강을 건너 덤불과 "황무지"로 알려진 두번째로 자란 나무들의 지역으로 들어가는 행군을 할 때 시작되었다. 그 일은 싸우는 데 무서운 장소였으나 리는 자신이 폐쇄가 그랜트를 그의 다수의 완전한 장점으로부터 방지할 것을 인식했기 때문에 자신의 북버지니아 군대를 보내버렸다.
황무지의 전투는 완고하고 피를 흘리는 이틀간 싸움이었다. 그 일은 북군을 위하여 불길한 시작이었다. 그랜트는 전쟁을 이기는 순서에 그 것에 캠페인을 이끌어 남군의 주요 전투 군대들을 파괴시켜야 했다. 5월 7일 싸움에서 정지와 함께 역사의 과정이 단 한명의 남자의 결정에 떨어질 때 그 드문 순간들 중의 하나가 왔다. 리는 물러나 포토맥 군의 사령관들로서 그의 전임자들이 이 상황에 해낸 것을 하는 데 그랜트를 허용하였으며 그것은 후퇴였다.
전쟁에서 역전된 군인들은 그랜트가 그의 참모에게 그들의 운동에 관하여 반란군을 경고할 것으로서 응원을 멈추도록 말할 때까지 자신들의 무관심한 사령관을 응원하기 시작하였다.
캠페인은 지속되었으나 그랜트의 이동을 고대한 리는 5월 8일 싸움이 다시 일어난 버지니아주 스포칠베이니아로 그를 꺾었다. 스포칠베이니아 코트 하우스 전투는 14일간 지속되었다. 5월 11일 그랜트는 "만약 전투가 전부의 여름을 끈다면 나는 이 선을 따라 싸울 것을 제안한다."는 유명한 급파를 썼다.
이 말들은 싸움에 관한 그의 태도를 요약하였고, 매우 다음날 5월 12일 리의 선들을 거의 깬 대량의 갑작스런 습격을 명령내렸다.
쌓여가는 북군 사상자들의 원한에서 싸움의 역학은 그랜트의 호의에서 바꾸었다. 리의 거대한 승리들의 대부분은 공격에 이겨져 오면서 놀라운 운동들과 격렬한 습격을 고용하였다. 이제 그는 방어에 지속적으로 싸우는 데 강요되었다. 콜드 하버 전투에서 끔찍한 사상자를 낸 후에 마저 그랜트는 압력을 유지하였다. 그는 리에 행렬을 훔쳐 제임스강을 가로질러 그의 군인들을 미끄러지게 하였다.
버지니아주 피터스버그에 도착한 그랜트는 첫째로 비접합의 도시를 포획해야 했으나 그의 부하 윌리엄 F. "볼디" 스미스의 지나치게 신중한 활동들 때문에 실패하였다. 다음 3일 동안 다수의 북군의 습격들이 발포되어 도시를 차지하려고 시도하였다. 그러나 전부 실패하였고 결국 6월 18일 리의 베테랑들이 도착하였다. 자신의 앞에서 완전한 유인 참호와 향한 그랜트는 다른 방법이 없으나 포위 공격으로 내려갈 수 있었다.
그랜트는 막다름을 깨는 데 앰브로스 번사이드의 군단들에 의한 혁신적인 계획을 찬성하였다. 7월 30일 새벽 전에 그들은 남군의 업무 아래 광산을 폭발시켰다. 그러나 계획에서공격을 지도하는 데 아프리카계 미국인 군인들의 분열을 허용하는 데 미드와 그랜트의 싫음을 연루한 마지막 분의 변화들의 이유로 폭행은 부족하게 조화되었고 활력이 부족하였다. 재편성하는 데 기회가 주어진 남군은 상황의 장점을 택하고 역습하여 크레이터 전투를 이겼고, 연방 정부는 전쟁을 끝내는 것을 서두르는 데 또다른 기회를 잃었다.
여름에 끌고, 그랜트와 셔먼의 군대들이 각각 버지니아주와 조지아주에 실속하면서 정치가 중심 단계를 차지하였다. 가을에 대통령 선거가 열리고 북부의 시민들은 전쟁 노력에서 아무 진보를 보는 데 어려움을 가졌다. 링컨을 위하여 문제들을 악화시키는 데 리는 주벌 A. 얼리 소장의 명령 아래 작은 군대를 떼어내 그 일이 그를 설득시키는 데 그랜트를 힘을 풀도록 강요할 것을 희망하였다. 얼리는 셰넌도어 계곡을 지나 북부를 점령하고 워싱턴 D. C.의 교외들에 도달하였다. 도시를 차지할 수 없었어도 단순하게 주민들을 위협하면서 얼리는 행정부를 부끄럽게 하여 링컨의 재선 전망들을 더욱 어둡게 만들었다.
9월 초순에 그랜트의 공동 전략의 노력들이 결국 열렸다. 처음에 셔먼은 애틀랜타를 차지하였다. 그러고나서 그랜트는 얼리와 다루는 데 필립 셰리든 장군을 셰넌도어 계곡으로 급파하였다. 그 일은 전쟁이 승리한 것에 북부인들에게 명확하게 되었고, 링컨은 넓은 차이에 의하여 재선되었다. 11월 후순에 셔먼은 자신의 "바다로 행진"을 시작하였다. 셰리든과 셔먼은 둘다 계곡의 경제적 시설들과 조지아주와 캐롤라이나의 큰 무리를 파괴시켜 그랜트의 총력전의 전략을 따라갔다.

### 애포매톡스 코트 하우스에서 항복을 받아들이다

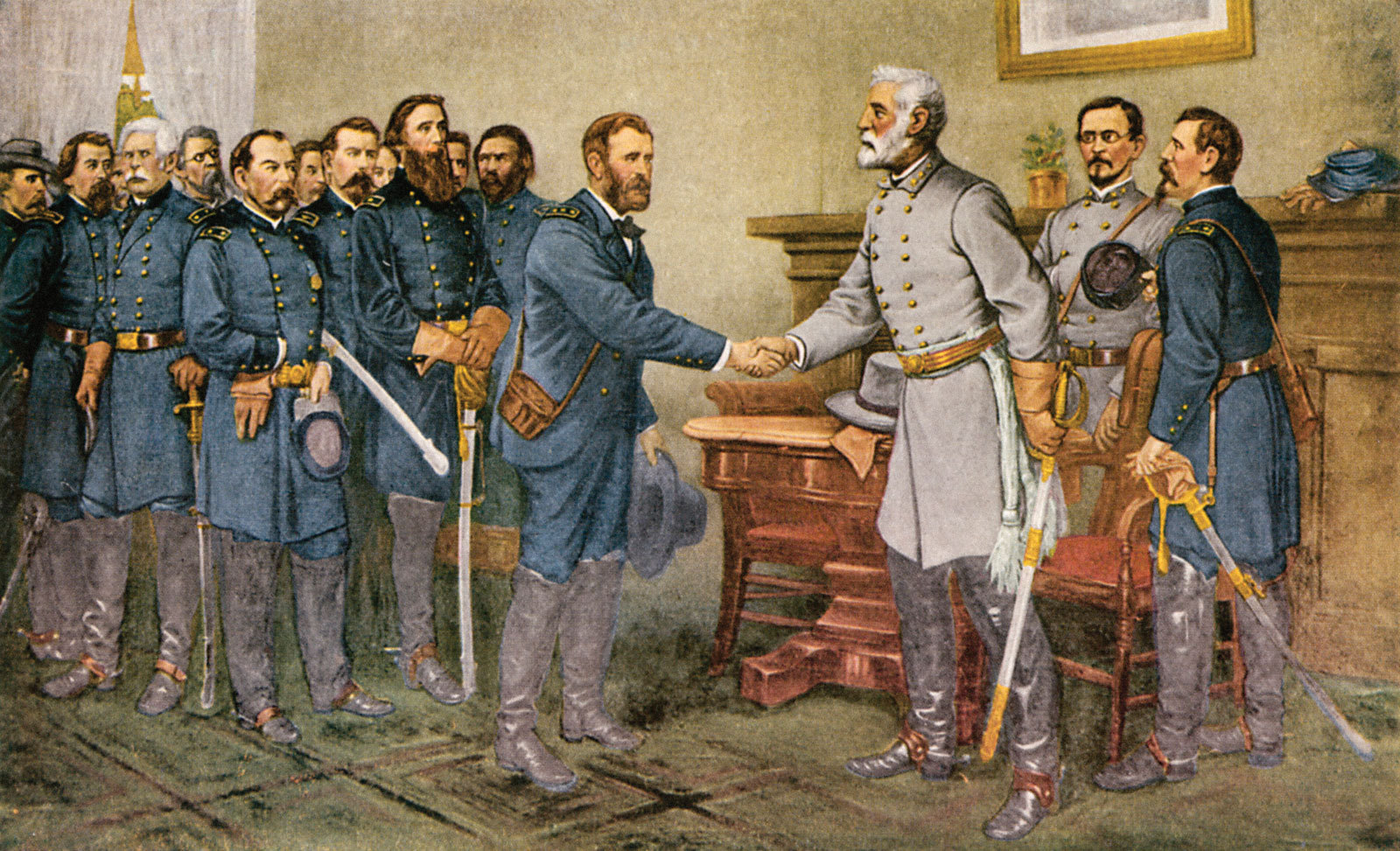
그랜트에게 항복하는 로버트 E. 리 장군 (1865년 4월 9일)

1865년 4월의 시작에 그랜트의 끊임 없는 압력은 결국 버지니아주 리치먼드를 철수하는 데 리를 강요하였고, 9일간 후퇴 후에 리는 4월 9일 애포매톡스 코트 하우스에서 자신의 군대를 항복하였다. 거기서 그랜트는 군대 사이의 긴장을 풀고 전쟁 수행의 편들을 화해시키는 데 필요했던 남부의 자부심의 어떤 유사를 보존하는 데 많은 일을 한 관대한 용어를 마련하였다.
6월 2일 트랜스미시시피 부에서 커비 스미스가 자신의 군대를 항복할 때까지 소수의 활동들이 지속되었어도 몇주 안에 남북 전쟁은 효과적으로 끝났다. 남부의 결국적 항복은 스탠드 웨이티 장군이 자신의 체로키족 군대를 북군의 중령 A. C. 매슈스에게 항복했을 때 인디언 준주에서 6월 23일에 일어났다. 마지막 남군의 급습선 CSS 셰넌도어는 잉글랜드 리버풀에서 11월까지 그 깃발을 내리지 않았다.
리의 항복 즉시 후에 그랜트는 자신의 거대한 옹호자 링컨 대통령의 장례식에서 관을 드는 사람으로서 지낸 슬픈 영예를 가졌다. 링컨은 실로 전투에서 대량의 막대한 손실 후에 "난 이 장군을 구할 수 없다. 그는 싸운다."라고 인용하였다. 그것은 율리시스 S. 그랜트의 본질을 완전히 잡은 2개 문장의 서술적 묘사였다.
전쟁 후에 미국 의회는 새롭게 창조된 육군의 장군 계급을 부여하였다. 그는 1866년 7월 25일 앤드루 존슨 대통령에 의하여 그런 계급으로 임명되었다.

## 대통령 재임

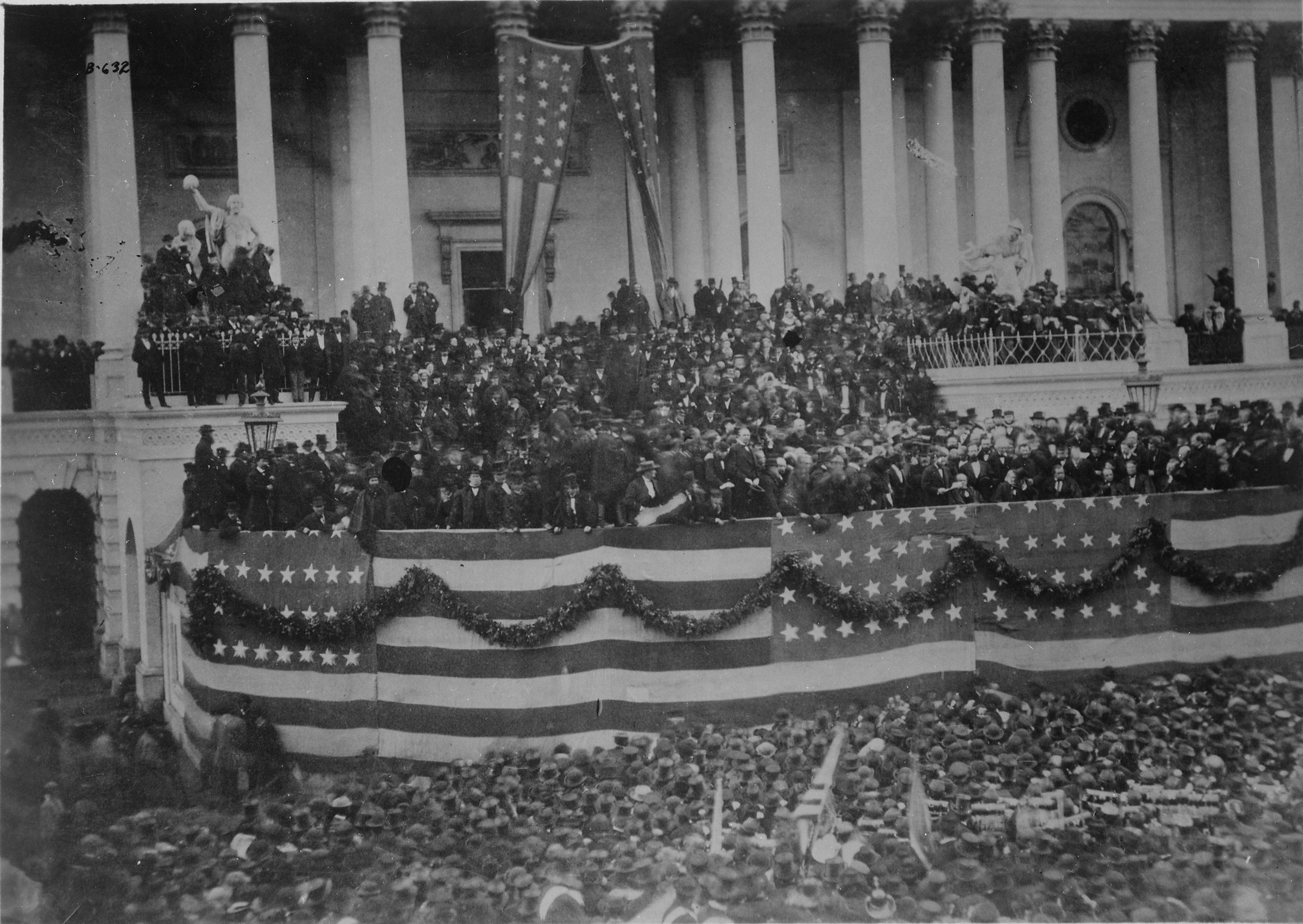
그랜트의 대통령 취임식 (1869년 3월 4일)

그랜트는 군에서 퇴역한 후 미국의 18대 대통령이 되어 1869년 3월 4일부터 1877년 3월 3일까지 지냈다. 아무 진지한 반대 없이 그는 1868년 5월 20일 시카고에서 열린 공화당 전당 대회에서 공화당 대통령 후보로 선택되었다. 그해 총선에서 그는 총 5,716,082개의 토표 중 3,0012,833개의 다수 혹은 일반 투표의 53 퍼센트 가까이와 함께 이겼다.
그랜트의 대통령직은 미국 재무부에서 샌본 사건과 미국의 법무장관 사이러스 I. 스코필드와 문제들 같은 스캔들과 괴롭혀졌다. 가장 유명한 스캔들은 연방 정부로부터 가져온 세금에서 3백만 달러 이상에 위스키 링 사건이었다. 대통령 비서 오빌 E. 배브콕은 링 사건의 일원으로서 기소되었고, 그랜트의 대통령 은사 때문 만으로 탈옥하였다. 위스키 링 사건이 있던 후에 또다른 연방 수사는 그랜트 정부의 국방장관 윌리엄 W. 벨크냅이 아메리카 인디언 교역소들의 철저한 판매를 위한 교환에서 뇌물 수수에 관련된 것을 드러냈다.

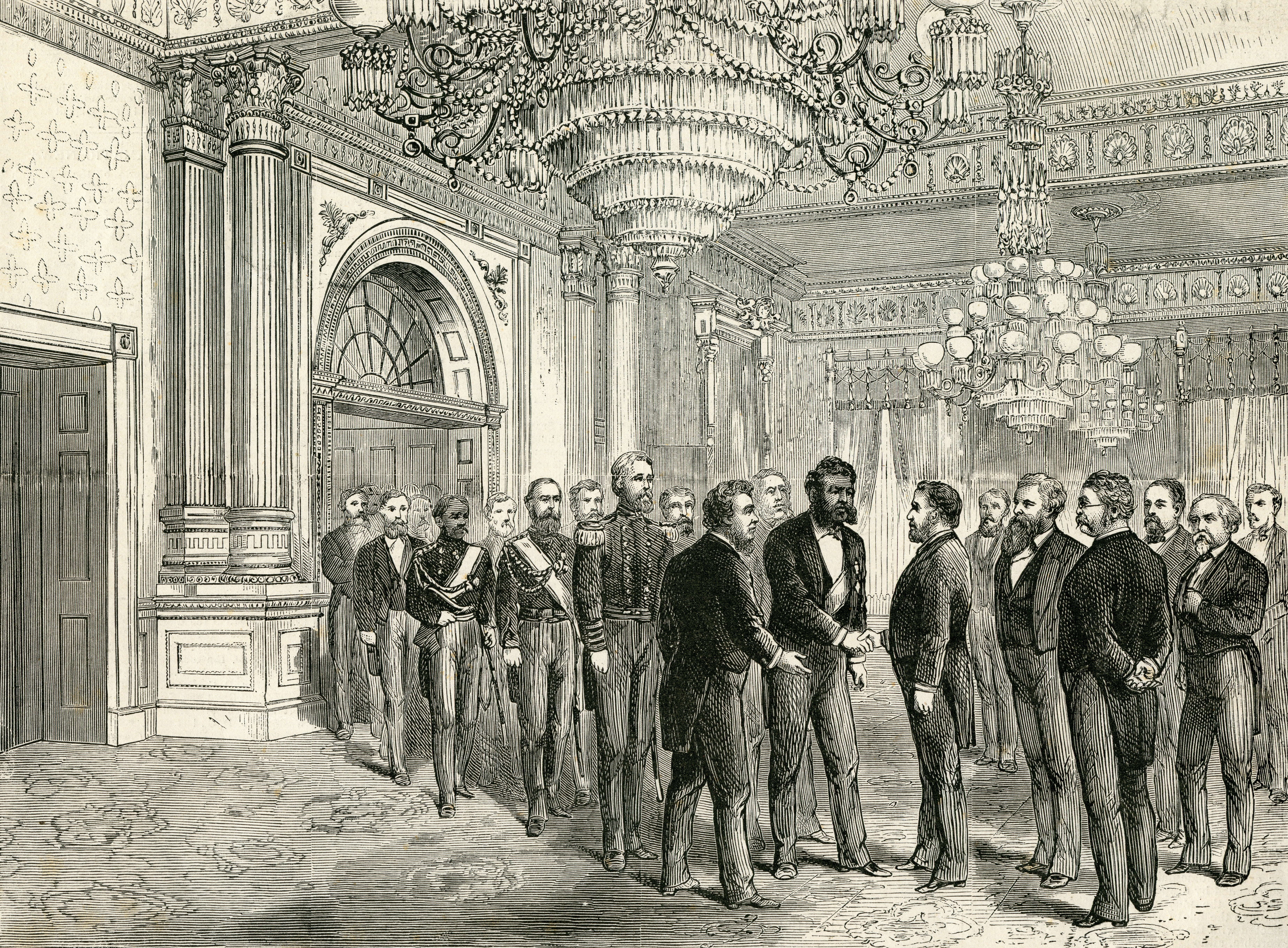
하와이 국왕 칼라카우아가 백악관을 방문하여 그랜트 대통령을 만나는 모습

그랜트 자신이 자신의 부하들 중에 부패로부터 이익을 얻은 증거가 없었어도 그는 남성 요인에 대해 확고한 입장을 취하지 않았고, 그들의 유죄가 설립된 후에 마저 강하게 반응하는 데 실패하였다. 그의 약점은 그의 부하를 선택하였다. 그는 당수들을 소외하여 그들의 추천들을 듣는 것보다 친구들과 정치적 공헌자들에게 많은 직위들을 주었다. 적절한 정치 동맹자들을 설립하는 데 그의 실패는 통제 불능의 스캔들의 뒤에 큰 요인이었다.
전부의 스캔들에 불구하고, 그랜트 행정부는 미국 역사상 의미있는 이벤트들에 통할하였다. 가장 떠들석한 것은 재건의 지속적인 진행이었다. 그랜트는 남부에서 주둔한 연방군들의 제한된 수에 견고하게 호의를 가졌다. 그는 남부 흑인들의 권리를 보호하고 쿠 클럭스 클랜의 난폭한 전술들을 억압하는 데 충분한 수를 허용하였으나 많은이들이 정통 인구에서 의심을 품지 않았다. 1869년과 1871년 그랜트는 투표권을 흥행하고 클랜 지도자들을 구형하는 법안을 서명하였다. 투표권을 설립한 미국 헌법 수정 제5조는 1870년 그의 첫 기간 동안 비준되었다.

### 정부 정세
현재까지 남는 다수의 정부 기관들은 그랜트 행정부 동안에 설립되었다. -
- 미국 법무부 (1870년)
- 미국 우정청 (1872년)
- 법무국장 사무소 (1870년)
- 공무원 자문부 (1871년) - 1873년 만기된 후 그랜트의 충실한 체스터 A. 아서 대통령에 의하여 1883년 설립된 공무원 위원회의 역할 모델이 되었다. 오늘날 임시담당국으로 알려졌다.
- 공중 위생국 (1871년)

외교 정세에서 그랜트 행정부의 거대한 성취는 1871년 그랜트의 국무장관 해밀턴 피시에 의하여 협상된 워싱턴 조약이었다. 조약은 미국과 영국 사이에 양국 정부간 다양한 다른점들을 진정시키기 위해서였으나 주로 앨라배마주 청구에 관한 자들이다. 국내 쪽에서 그랜트는 38번째 주 콜로라도주가 1876년 8월 1일 합중국으로 편이된 것으로 기억된다. 그해11월 그랜트는 러더퍼드 B. 헤이스와 새뮤얼 J. 틸던 사이에 논쟁적 대통령 선거 분쟁에 국가를 진정시키는 데 도움을 주었다. 그랜트는 헤이스의 호의에 선거를 진정시키는 데 도움을 준 연방 위원회를 임명하여 반대를 조용히 하는 도움을 주었다.
그랜트는 높은 직위의 스트레스를 벗어나는 데 백악관에서 2 블록 떨어진 윌러드 호텔을 가끔 방문하였다. 그는 윌러드의 로비에서 자신에게 접근하는 사람들에게 "내가 알바 없는 그 로비스트들"로 언급하여 가능적으로 근대의 로비스트로 야기했을 것이다.

### 대법관 임명
그랜트는 미국 대법원의 다음과 같은 판사들을 임명하였다. -
- 윌리엄 스트롱 - 1870년
- 조지프 P. 브래들리 - 1870년
- 워드 헌트 - 1873년
- 모리슨 레믹 웨이트 (대법관) - 1874년

## 이후의 생애

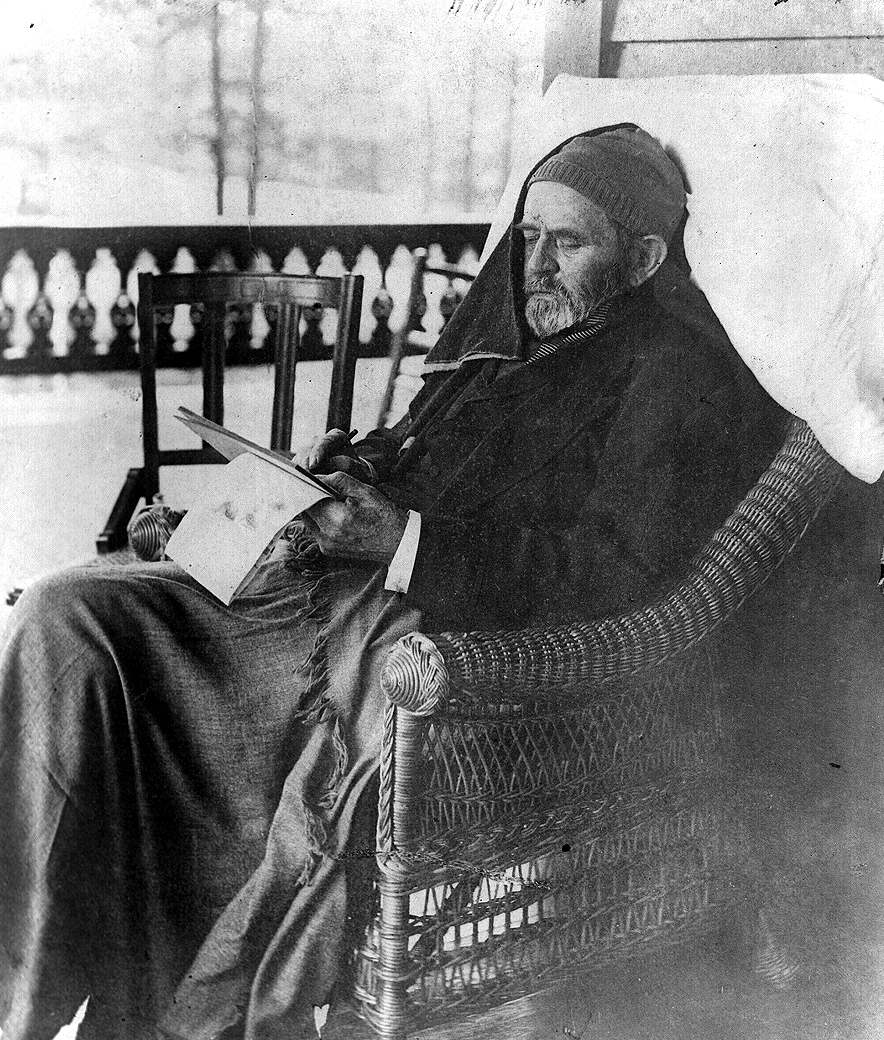
1885년 6월 사망하기 한달 적게 전에 자신의 회고록을 쓰는 그랜트

자신의 2번째 임기 기간에 이어 그랜트와 줄리아 여사는 세계 여행을 다니면서 2년을 보냈다. 그는 여태까지 아시아, 아프리카와 중동을 방문하는 데 첫 전직 미국 대통령이었다. 그랜트의 명성은 빅토리아 여왕, 영국의 벤저민 디즈레일리 총리, 독일 제국의 재상 오토 폰 비스마르크, 벨기에의 레오폴 2세와 러시아의 알렉산드르 2세로부터 개인적 초빙들을 가져왔다. 그랜트는 1879년 7월 일본 천황에 의하여 따뜻하게 받아졌고, 일본 왕실의 역사상 엄격히 금지되었고 전혀 알려지지 않은 천황과 악수를 하였다.
도쿄의 시바코엔 역 지구에 그랜트가 자신이 일본에 머문 동안 심은 나무가 아직도 거기에 자라고 있다. 1879년 일본의 메이지 천황 정부는 류큐 제도의 병합을 공고하였다. 청나라는 항의하였고 그랜트는 문제를 중재하는 데 초대되었다. 그는 일본이 섬들에 더욱 강한 주장을 보유하여 일본의 호의에 다스려지는 결정을 하였다.
1880년 그랜트는 정치로 복귀를 응시하여 한번 더 공화당 후보 지명을 추구하였다. 하지만 후보 지명자로서 제임스 A. 가필드에게 대신 간 그해 공화당 전당 대회에서 충분한 지원을 얻는 데 실패하였다.
그랜트는 월스트리트에서 거대한 성공을 즐기고 있던 자신의 아들 벅 (율리시스 2세)에 의하여 암시되면서 1881년 동아 퍼디낸드 워드와 투자 은행 파트너십으로 자신의 거의 전부의 재정적 자산을 놓았다. 워드는 "협력 금융의 어린 나폴레옹"으로 알려졌다. 그랜트는 또다른 "어린 나폴레옹" 조지 B. 매클렐런 장군이 있었으면서 그 명칭의 사용을 더욱 진지하게 받아들였을 것이다. 이 경우에서 워드는 1884년 그랜트에게 사기를 치고, "그랜트 앤드 워드"로 알려진 회사를 파산시키고 달아났다. 그랜트는 동시에 자신이 두경부암이 걸린 것을 알아내기도 하였다. 그랜트와 그의 가족은 거의 빈곤하게 남겨졌다.
전부 역사에서 가장 꼬인 트위스트들 중의 하나에서 워드의 배반은 후손에게 큰 선물로 직접 인도하였다. 그랜트의 회고록은 그들의 문체와 역사적 내용 둘다를 위하여 걸작으로 숙고되었고, 그랜트가 파산될 때까지 그는 그것들을 쓰는 데 확고하게 거부하였다. 의심이 되는 오직 그의 가족의 미래의 재정적 독립은 그가 아무 것도 쓰지 않기로 동의하였다.
그는 처음에 센추리 잡지를 위하여 잘 받아진 2개의 기사들을 썼다. 그 후에 센추리 잡지의 발간자들은 그의 회고록을 쓰는 데 그랜트에게 제공하였다. 그 일은 그들이 공동적으로 새로운 저자들을 발행하는 데 표준 계약이었다. 잡지의 발간인들로부터 독립적으로 유명한 작가 마크 트웨인이 그랜트에게 접근하였다. 정통에 발간자들의 잘 알려진 의심을 품은 트웨인은 잡지의 제공에서 경멸을 표하였다. 그는 그랜트에게 특허권 사용료로서 책의 판매의 75 퍼센트를 포함한 관대한 계약을 마련하였다. 그랜트는 트웨인의 제공을 받아들였다.

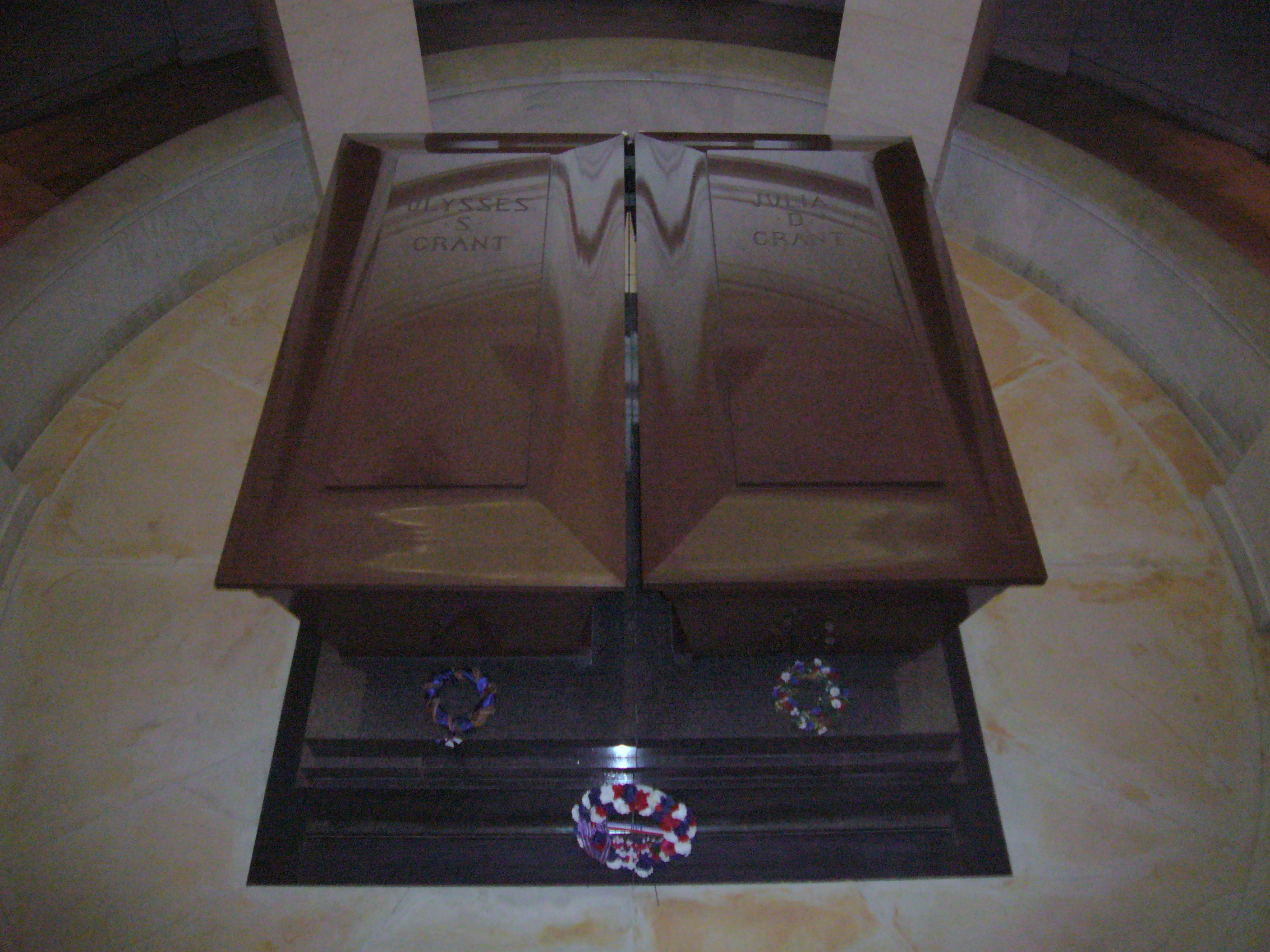
그랜트 부부의 붉은 화강암 사르코파구스

이제 종말에 병이 들고 자신의 거대한 개인적 투쟁에서 그랜트는 자신의 회고록을 끝내는 데 싸웠다. 고통에 휩싸이고 끝에 말을 할 수 없었어도 그는 승리를 하여 자신의 사망의 겨우 며칠 전에 그것들을 끝냈다. 회고록은 성공하여 300,000권 이상의 사본을 팔아 그랜트의 가족은 4십 5만 달러를 벌었다. 트웨인은 회고록을 포고하여 그것들을 "율리우스 카이사르의 회고록 이래 그런 종류의 가장 놀라운 일"로 감수하였다. 그것들은 여태까지 쓰여진 가장 좋은 회고록들 중에 넓게 여겨졌다.
1885년 7월 23일 목요일 아침 8시 6분 그랜트는 뉴욕주 새러토가군 마운트맥그레거에서 63세의 나이에 후두암으로 사망하였다. 그는 뉴욕에 있는 아메리카에서 가장 큰 대영묘dls 그랜트의 묘에 부인의 시신 옆에 안장되었다.

## 영예

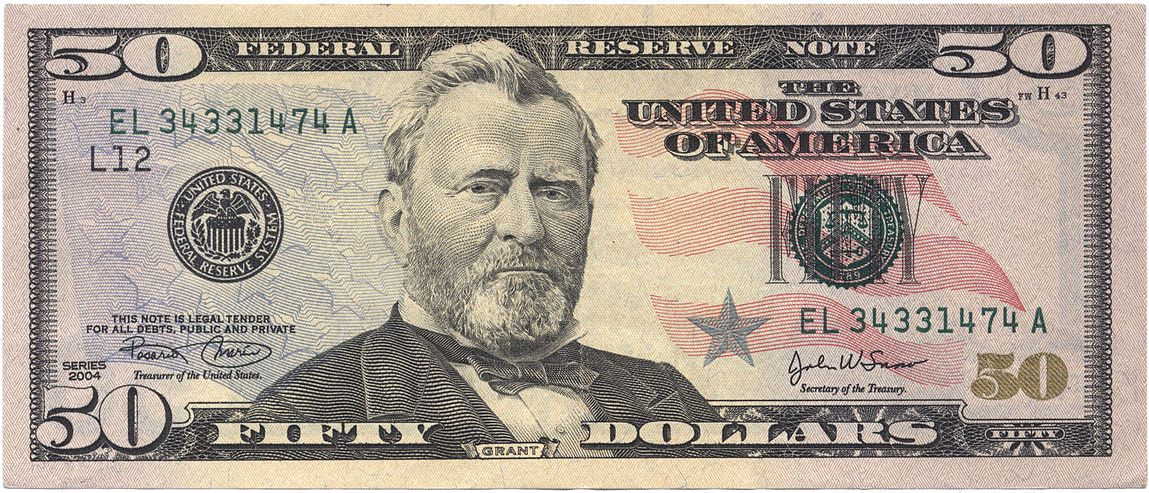
50 달러 지폐에 나온 그랜트의 모습

그랜트는 자신이 유일하게 적합했던 것을 위하여 역사상 중앙적 역할을 하는 데 모호함에서 나왔다. 남북 전쟁의 장군으로서 그랜트는 동족을 상대로 지치는 캠페인에서 독단 의지의 드문 조합, 전략적인 전망과 북군을 명령하는 데 겸손을 점유하였다.
그랜트는 군 최고통수권자 에이브러햄 링컨 대통령의 군사적 목적들을 나누었으나 더욱 중요하게 노예제의 불명예로부터 해방되고 국가의 이상을 찾는 것에 기초를 둔 하나의 국민으로서 통합한 링컨의 국가의 도덕적 전망을 나누었다. 미국 역사상 가장 중대함 중의 하나인 링컨과 그랜트 사이에 신임과 존중의 관계는 국민이 화해한 목적과 함께 평화에서 전쟁을 가차없이 기소할 수 있게 되었다. 애포매톡스에서 그랜트의 관대한 평화 조건과 북부인과 남부인들은 적이 아닌 친구들로 전부의 미국인을 함께 결합한 링컨의 "추억의 신비적인 감정"의 웅변 알림은 남부의 재건의 시기의 설립물이었다.
감사한 국가는 2번이나 그랜트를 대통령으로 선출하였으나 그의 군사적 실력들은 부족하게 시민들의 리더십에 적합하였다. 그랜트의 평판은 그가 개인적으로 휩쓸어지지 않았어도 그의 행정부에서 스캔들의 결과로서 고통을 겪었다.
미국의 영웅으로서 환영을 받은 그랜트는 세계의 지도자들에 의하여 받아질 때 말없고, 엽궐련을 피우고 구실 없이 남아있었다.

## 같이 보기
- 미국 남북 전쟁
- 로버트 E. 리
- 그랜트 장군의 묘
- 신미양요

## 역대 선거 결과
| 선거명      | 직책명        | 대수 | 정당   | 득표율 | 득표수 (선거인단)   | 결과 | 당락 |
| ----------- | ------------- | ---- | ------ | ------ | ------------------- | ---- | ---- |
| 1868년 선거 | 미국의 대통령 | 18대 | 공화당 | 52.66% | 3,013,650표 (214명) | 1위  |      |
| 1872년 선거 | 미국의 대통령 | 18대 | 공화당 | 55.72% | 3,598,235표 (286명) | 1위  |      |

| | 제18대 미국 대통령              |                         |
| --- | ------------------------------- | ----------------------- |
| 전임 앤드루 존슨 | 1869년 3월 4일 ~ 1877년 3월 4일 | 후임 러더퍼드 B. 헤이스 |
| 조지 워싱턴 · 존 애덤스 · 토머스 제퍼슨 · 제임스 매디슨 · 제임스 먼로 · 존 퀸시 애덤스 · 앤드루 잭슨 · 마틴 밴 뷰런 · 윌리엄 헨리 해리슨 · 존 타일러 · 제임스 K. 포크 · 재커리 테일러 · 밀러드 필모어 · 프랭클린 피어스 · 제임스 뷰캐넌 · 에이브러햄 링컨 · 앤드루 존슨 · 율리시스 S. 그랜트 · 러더퍼드 B. 헤이스 · 제임스 A. 가필드 · 체스터 A. 아서 · 그로버 클리블랜드 · 벤저민 해리슨 · 그로버 클리블랜드 · 윌리엄 매킨리 · 시어도어 루스벨트 · 윌리엄 하워드 태프트 · 우드로 윌슨 · 워런 G. 하딩 · 캘빈 쿨리지 · 허버트 후버 · 프랭클린 D. 루스벨트 · 해리 S. 트루먼 · 드와이트 D. 아이젠하워 · 존 F. 케네디 · 린든 B. 존슨 · 리처드 닉슨 · 제럴드 포드 · 지미 카터 · 로널드 레이건 · 조지 H. W. 부시 · 빌 클린턴 · 조지 W. 부시 · 버락 오바마 · 도널드 트럼프 · 조 바이든 · 도널드 트럼프 |                                 |                         |

| 전임 앤드루 존슨 | 미국의 국가 원수 1869년 3월 4일 ~ 1877년 3월 4일 | 후임 러더퍼드 B. 헤이스 |